# Editha van Wessex
Edith van Wessex, Oudengels: Eadgyth, (ca. 910 - 21 januari 946) was een dochter van Eduard de Oudere en van Ælfflæd. Haar halfbroer koning Athelstan van Engeland zond haar en haar zuster Aelgifu naar Duitsland zodat Otto I een van hen als bruid kon kiezen - en voor de ander een passende echtgenoot zou vinden. Otto koos Edith en huwde haar in 929. Hij schonk haar Maagdenburg als morgengave (bruidsschat). Editha werd aldus hertogin van Saksen en koningin van het Duitse Rijk.
Edith en Otto stichtten het Mauritiusklooster in Maagdenburg dat later de dom van die stad zou worden. Edith begunstigde ook andere kerken en kloosters. Otto zou veel van haar hebben gehouden en zeer hebben getreurd na haar overlijden. Edith werd begraven in de dom van Maagdenburg. Zij maakte het niet meer mee dat haar man koning van Italië werd en Rooms-Duitse keizer.
Edith werd de moeder van:
- Liutgard (931 - 18 november 953), gehuwd met hertog Koenraad de Rode
- Liudolf van Zwaben (930-957).

Edith leidde een vroom en voorbeeldig leven en werd daardoor soms op heiligenlijsten geplaatst of als zalige voorgesteld.
In januari 2010 maakte de Universiteit van Bristol bekend dat in Maagdenburg mogelijk de botten van Edith waren gevonden.